# John Betjeman
John Betjeman (28 août 1906 – 19 mai 1984) est un poète et écrivain britannique qui s'est lui-même défini dans le Who's Who comme « poète et plumitif ». Après une carrière de journaliste, il devint Poète lauréat, c'est-à-dire poète officiel de la reine, de 1972 à sa mort. Ses nombreuses émissions à la BBC et ses campagnes pour la sauvegarde de plusieurs monuments historiques ont fait de lui une figure extrêmement populaire.

## Biographie
La famille Betjemann, originaire de Brême en Allemagne, anglicise son nom en « Betjeman » au cours de la Première Guerre mondiale.
Né à Highgate, John Betjeman commence ses études à la Highgate School, où il a le poète T. S. Eliot pour professeur, puis à la Dragon School d'Oxford et enfin au Marlborough College, dans le Wiltshire, où il se lie d'amitié avec Anthony Blunt. À l'université d'Oxford, il fréquente Magdalen College en tant qu'étudiant non inscrit après avoir échoué à l'examen de mathématiques.
Betjeman quitte Oxford sans obtenir de diplôme, mais il y a fait la connaissance d'amis qui allaient influencer son œuvre ultérieure : Louis MacNeice, W. H. Auden, Maurice Bowra, Osbert Lancaster, George Alfred Kolkhorst, Tom Driberg, les Sitwell, et Jock Murray, qui publie la majorité de ses livres.
Secrétaire puis professeur, John Betjeman trouve un emploi comme critique de cinéma pour l' Evening Standard. Il fréquente alors les Bright Young People, un groupe de jeunes aristocrates hédonistes qui défrayent la chronique. Après quelques piges pour l'Architectural Review, il y devient rédacteur-adjoint de 1930 à 1935.
Le 29 juillet 1933, il épouse Penelope Chetwode, fille du Field Marshal Lord Chetwode. Tous deux vivent dans le Berkshire et ont deux enfants : un fils, Paul, né en 1937, et une fille, Paula (Candida Lycett Green), née en 1942. En 1948, l'épouse de Betjeman se convertit au catholicisme, ce qui entraîne la détérioration de leur mariage et leur séparation en 1972.
En 1958, avec plusieurs amateurs d'art parmi lesquels Nikolaus Pevsner, il fonde la Victorian Society afin de préserver les monuments de la fin du XIXe siècle et du début du XXe siècle qui étaient menacés de destruction. C'est ainsi qu'il contribue largement au sauvetage de la gare de Saint-Pancras, à Londres, où l'on a érigé une statue en son honneur au mois de mai 2007.
En 1969, Betjeman est anobli par la reine Élisabeth II.
John Betjeman meurt à Trebetherick en Cornouailles, de la maladie de Parkinson. Il est enterré au cimetière de l'église locale.

## Galerie

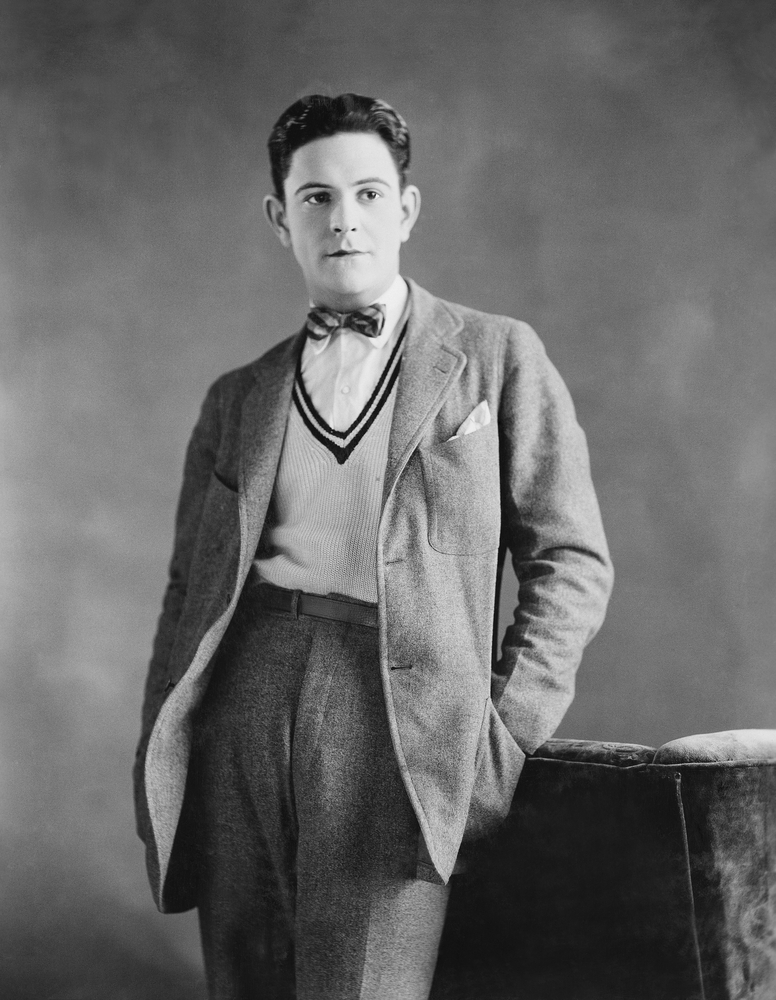
John Betjeman dans les années 1920
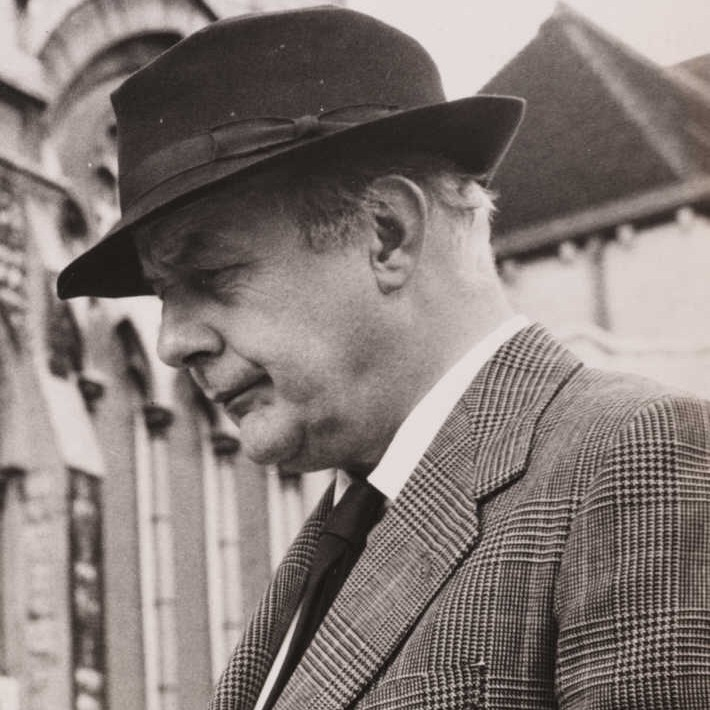
John Betjeman en 1961
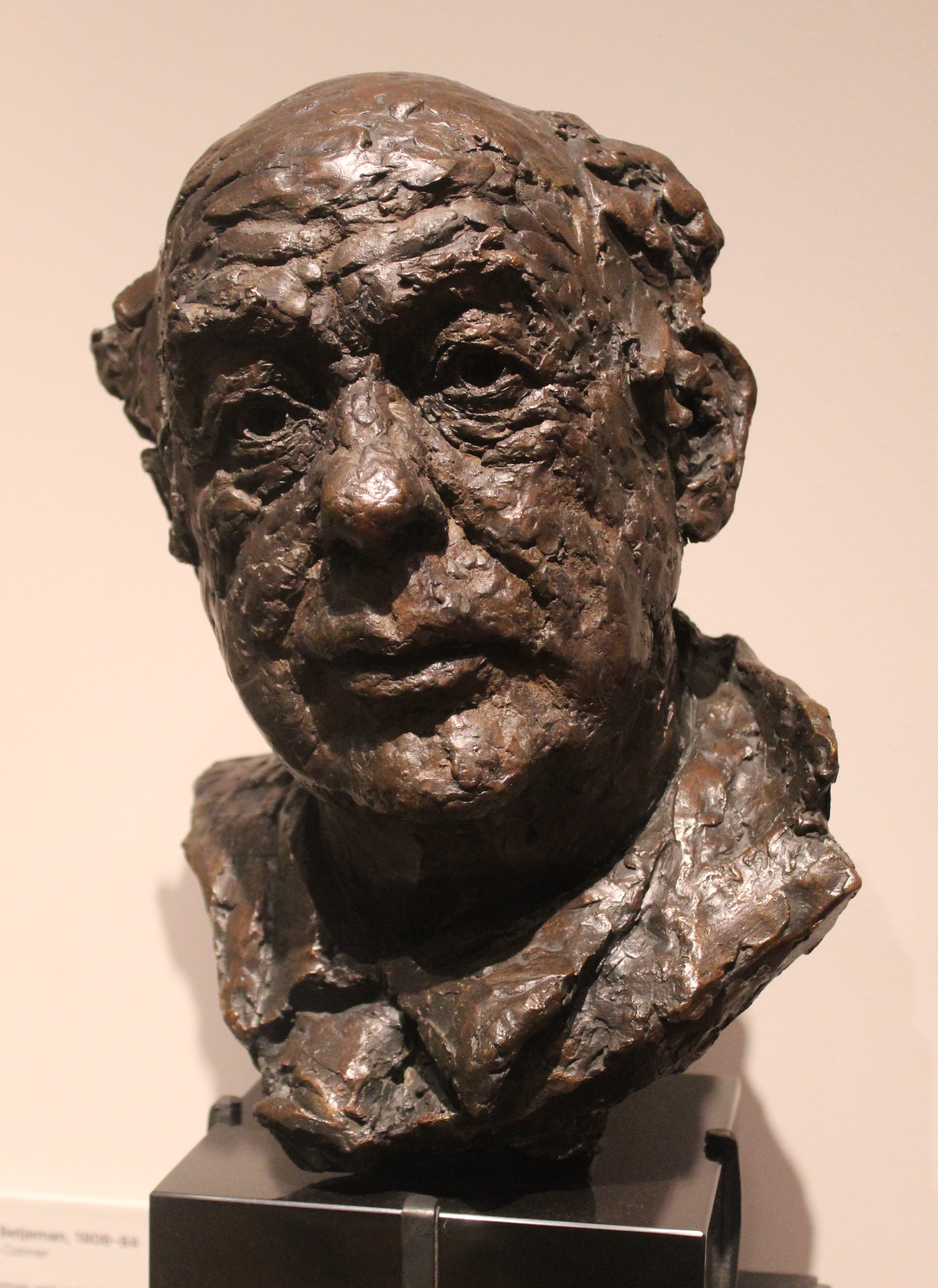
Buste de John Betjeman par Angela Conner

## Distinctions
- 1960 Queen's Medal for Poetry
- 1960 Commandeur de l'Ordre de l'Empire britannique
- 1968 Fellow of the Royal Society of Literature (FRSL)
- 1969 Knight Bachelor
- 1972 Poet Laureate
- 1973 Honorary Member, American Academy of Arts and Letters

## Œuvres

### Poésie
- Betjeman, John (1931). Mount Zion, or in touch with the infinite. London: James Press. (With illustrations).
- Betjeman, John (1937). Continual Dew, a little book of bourgeois verse. London: John Murray. (With illustrations).
- Epsilon [Betjeman, John] (1938). Sir John Piers. Mullingar: Westmeath Examiner.
- Betjeman, John (1940). Old Lights for New Chancels, verses topographical and amatory. London: John Murray.
- Betjeman, John (1945). New Bats in Old Belfries. London: John Murray.
- Betjeman, John (1947). Slick but not Streamlined. Garden City N.Y.:Doubleday & Co. (With an introduction by W. H. Auden).
- Betjeman, John (1950). Selected Poems: chosen with a preface by John Hanbury Angus Sparrow. London: John Murray.
- Betjeman, John (1954). A Few Late Chrysanthemums. London: John Murray.
- Betjeman, John (1954). Poems in the Porch. London: SPCK. (Illustrated by John Piper).
- Betjeman, John (1958). John Betjeman’s Collected Poems. London: John Murray. (Compiled and with an introduction by the Earl of Birkenhead)
- Betjeman, John (1959). Altar and Pew, Church of England verses. London: Edward G. Hulton.
- Betjeman, John (1960). Summoned by Bells. London: John Murray. (With drawings by Michael Tree).
- Betjeman, John (1962). A Ring of Bells. London: John Murray. (Illustrated by Edward Ardizzone).
- Betjeman, John (1966). High and low.  London: John Murray.
- Betjeman, John (1971). A Wembley Lad and The Crem. London: Poem-of-the-month Club.
- Maugham, Robin (1977). The barrier : a novel containing five sonnets by John Betjeman written in the style of the period. London: WH Allen.
- Betjeman, John (1974). A nip in the air. London: John Murray.
- Betjeman, John (1976). Betjeman in Miniature: selected poems of Sir John Betjeman. Paisley: Gleniffer Press.
- Betjeman, John (1978). The best of Betjeman: selected by John Guest. London: John Murray.
- Betjeman, John (1981). Church poems. London: John Murray. (Illustrated by John Piper).
- Betjeman, John (1982). Uncollected poems: with a foreword by Bevis Hillier. London: John Murray.
- Betjeman, John (2005). Faith and Doubt of John Betjeman: An Anthology of Betjeman's Religious Verse London: Continuum.  (Edited by Kevin J. Gardner).
- Betjeman, John (2007). Tennis Whites and Teacakes: An Anthology of Betjeman's prose and verse. Edited and introduced by Stephen Games. London: John Murray.

### Prose
- Betjeman, John (1933). Ghastly good taste, or the depressing story of the rise and fall of British architecture. London: Chapman & Hall.
- Betjeman, John (1934). Cornwall Illustrated, in a Series of Views. London: Architectural Press. (A Shell Guide).
- Betjeman, John (1936). Devon - Compiled with many illustrations.. London: Architectural Press. (A Shell Guide).
- Betjeman, John (1938). An Oxford University Chest, comprising a description of the present state of the town and University of Oxford. London: John Miles. (Illustrated in line and halftone by L. Moholy-Nagy, Osbert Lancaster, Edward Bradley and others).
- Betjeman, John (1939). Antiquarian Prejudice. London: Hogarth Press (Hogarth Sixpenny Pamphlet  #3).
- Betjeman, John (1942). Vintage London. London: William Collins.
- Betjeman, John (1943). English Cities and Small Towns. London: William Collins. (One of series: The British People in Pictures).
- Betjeman, John (1944). English Scottish and Welsh landscape 1700-1860. London: Frederick Muller Ltd.
- Betjeman, John (1944). John Piper. London: Penguin Books. (One of series: The Penguin Modern Painters).
- Betjeman, John; Lewis, CS; et al (1946). Five sermons by laymen. Northampton: St Matthew's Church.
- Betjeman, John (1947). ed Watergate Children’s Classics. London: Watergate Classics.
- Betjeman, John; Piper, John (Eds.) (1948). Murray’s Buckinghamshire Architectural Guide. London: John Murray.
- Betjeman, John; Piper, John (Eds.) (1949). Murray’s Berkshire Architectural Guide. London: John Murray.
- Betjeman, John (1950). Studies in the History of Swindon. Swindon. (with many others).
- Betjeman, John; Piper, John (1951). Shropshire - with maps and illustrations. London: Faber & Faber. (Shell Guide).
- Betjeman, John (1952). First and Last Loves, essays on towns and architecture. London: John Murray.
- Betjeman, John (1953); et al. Gala day London, photographs by Izis Bidermanas. Harvill Press.
- Betjeman, John (1956). The English Town in the Last Hundred Years, The Rede Lecture. Cambridge: CUP.
- Betjeman, John (1958). Collins Guide to English Parish Churches, including the Isle of Man. London: Collins.
- Betjeman, John (1960). First and Last Loves. London: Arrow Books. (With drawings by John Piper).
- Betjeman, John (ca 1962). Clifton College buildings. Bristol. (Reprinted from Centenary essays on Clifton College).
- Betjeman, John (1964). Cornwall, A Shell Guide . Faber and Faber. (A Shell Guide).
- Betjeman, John; Clarke, Basil (1964). English Churches. London: Vista Books.
- Betjeman, John (1965). The City of London Churches. London: Pitkin Pictorials. (One of Pitkin Pride of Britain series).
- Betjeman, John (1968). Collins pocket guide to English parish churches. London: Collins.
- Betjeman, John (1969). Victorian and Edwardian London from old photographs. London: Batsford.
- Perry George; et al (1970). The book of the Great Western, with introduction by J. Betjeman . London: Sunday Times Magazine.
- Betjeman, John (1972). A pictorial history of English architecture. London: John Murray.
- Betjeman, John (1972). London's historic railway stations. London: John Murray. (Photographs by John Gay).
- Betjeman, John (1974). A plea for Holy Trinity Church, Sloane Street. London: Church Literature Association. (With four drawings by Gavin Stamp).
- Betjeman, John; Rowse, AL (1976). Victorian and Edwardian Cornwall from old photographs. London: Batsford.
- Betjeman, John (1977). Archie and the Strict Baptists. London: John Murray. (Children's stories: illustrated by Phillida Gili).
- Betjeman, John (1977). Metro-land. London: Warren Editions. (Limited edition: with lithographs by Glynn Boyd Harte).
- Betjeman, John (1984). Betjeman's Cornwall. London: John Murray.  (ISBN 0-7195-4106-9)*
- Betjeman, John (2007). Tennis Whites and Teacakes: An Anthology of Betjeman's prose and verse. Edited and introduced by Stephen Games. London: John Murray.

## Radio et télévision

### Radio
- Betjeman, John (2006). Trains and Buttered Toast: Selected BBC Radio Talks, 1932-55. London: John Murray. (Edited and introduced by Stephen Games.)
- Betjeman, John (2007). Sweet Songs of Zion. London: Hodder & Stoughton. (Edited and introduced by Stephen Games.)

### Télévision
- John Betjeman In The West Country, made for the defunct ITV company TWW in 1962. This series was long thought lost, but was rediscovered in the 1990s and shown on Channel 4 under the titles The Lost Betjemans and Betjeman Revisited
- John Betjeman Goes By Train, a co-production between BBC East Anglia and British Transport Films, made in 1962
- One Man's County, BBC programme from 1964, about Cornwall
- Something About Diss, made for BBC East Anglia in 1964
- Two episodes in the Bird's Eye View series, An Englishman's Home and Beside The Seaside, made for the BBC in 1969
- Betjeman In Australia, a co-production between the BBC and the Australian Broadcasting Commission, made in 1971
- Thank God It's Sunday, made for the BBC in 1972
- Metro-land, a poetic and humorous journey on the Metropolitan Line from Baker Street to rural Buckinghamshire, made for the BBC in 1973
- A Passion For Churches, made for the BBC in 1974
- Summoned By Bells, a television version of his verse autobiography, made for the BBC in 1976
- Vicar Of This Parish, a documentary about Francis Kilvert and his love of Herefordshire and the Welsh Marches, made for the BBC in 1976
- Queen's Realm, a compilation programme made for the Silver Jubilee in 1977, most of it compiled from 1968/69 Bird's Eye View footage
- Time With Betjeman, his final and retrospective series (1983), which included extracts from much of his television work, conversations with his producer Jonathan Stedall and many friends and colleagues, and included a memorable final interview filmed outside his home in Cornwall.
- Betjeman and Me, series aired by BBC Two in August 2006, a retrospective of Betjeman's life, loves and poetry and how his work affected celebrities such as the TV chef Rick Stein, actor Griff Rhys Jones and architectural historian, conservationist and broadcaster Dan Cruickshank.